# August Birch
Christian August Birch (født 21. marts 1862 i Nyborg, død 12. maj 1926) var en dansk politiker. Han var medlem af Folketinget for Venstre fra 1910 til 1918 og i 1920. Han var medlem af Landstinget fra 1922 til sin død i 1926.
Birch blev født i Nyborg i 1862 som søn af købmand Julius Birch. Han havde præliminæreksamen fra 1877 og handelseksamen fra Thorsens Handelsakademi i Købanhavn fra 1879 samt afgangseksamen fra Sekondløjtnantskolen fra 1883.
Han arbejdede som bogholder i Berlin 1884-1885 og var prokurator i Nyborg 1885-1887. Herefter havde han indtil 1909 en forretning i Nyborg som forhandlede kul og bygningsartikler, og fra 1890 også en trælastforretning med tilhørende savværk i Långaryd i Sverige.
Birch var vicekonsul i Nyborg for Norge (1897-1905), England (1897-1911) og Sverige (1897-1914). Han blev kommitteret ved fængselsvæsenets arbejdsdrift i Justitsministeriet i 1914 og var formand for flere faglige lands- og landsdelorganisationer. Han ejede Vigelsø i Odense Fjord.
Birch var Venstremand og stillede op til folketingsvalget 1909 i Nykøbing Falster-kredsen, men tabte knebent til Valdemar Olsen (Socialdemokratiet). Ved valget i 1910 stillede han op og blev valgt i Nyborgkredsen i stedet for Niels Jensen-Toustrup (Venstre) som havde trukket sig tilbage. Efter genvalg i 1913 og 1915 genopstillede han ikke ved valget i 1918. Han stillede op og blev valgt i Svendborg Amtskreds ved de to første folketingsvalg i 1920 (26. april og 6. juli), men stillede ikke op ved det tredje valg 21. september.
Da Peter Bojsen døde i 1922, overtog Birch hans plads som landstingsvalgt medlem af Landstinget. Birch døde 12. maj 1926. Martin Birke indtrådte i Landstinget efter ham.
Birch modtog medaljen for druknedes redning i 1884. Han blev udnævnt til ridder af Dannebrog i 1909, dannebrogsmand i 1912 og kommandør af 2. grad af Dannebrog i 1921.